# Nerenstetten
Nerenstetten település Németországban, azon belül Baden-Württembergben. Lakosainak száma 373 fő (2023. december 31.).

## Népesség
A település népessége az elmúlt években az alábbi módon változott:
| Lakosok száma | 269  | 336  | 344  | 339  | 352  | 361  | 373  |
|               | 1975 | 2014 | 2017 | 2019 | 2021 | 2022 | 2023 |